# Alexander Richardson
Alexander Whitmore Colquhoun Richardson (Gerrards Cross, Buckinghamshire, 11 de maig de 1887 - Lymington, Hampshire, 22 de juliol de 1964) va ser un militar de l'Exèrcit britànic i pilot de bobsleigh britànic, que va competir a començaments del segle xx. Era el pare de Guy Richardson, vencedor d'una medalla de plata als Jocs de Londres de 1948.
El 1924 va prendre part en els Jocs Olímpics de Chamonix, on guanyà la medalla de plata en la prova de bobs a 4 formant equip amb Thomas Arnold, Ralph Broome i Rodney Soher.
Durant la Primera Guerra Mundial va servir al Regiment de Bedfordshire, on aconseguí el rang de Major[1] i fou condecorat amb l'Orde del Servei Distingit pels seus serveis.
Es retirà el 1931, però el 1938 tornà a ser cridat per comandar diverses brigades. Es retirà definitivament a la fi de la Segona Guerra Mundial.